# Lechnica
Lechnica – wieś (obec) na słowackim Spiszu w powiecie Kieżmark, pomiędzy Czerwonym Klasztorem a Starą Wsią Spiską.

## Położenie
Jest to typowa ulicówka, położona w dolinie potoku Havka, który w sąsiednich Szwabach Niżnych (obecnie jest to część Czerwonego Klasztoru) uchodzi do Dunajca. Znajduje się na obszarze Magury Spiskiej. Z dwóch stron otaczają ją bezleśne, częściowo pokryte polami uprawnym grzbiety tego pasma: po zachodniej stronie jest to Szpica (Špica 630 m), po wschodniej Pasieka (Kama 622 m) i Szajba (Šajba 730 m). Wzdłuż doliny Hawki prowadzi od Niżnych Szwabów droga, która ślepo kończy się w górnej części zabudowań wsi. Centrum miejscowości znajduje się na wysokości około 485 m n.p.m. Powierzchnia pól uprawnych wynosi około 880 ha.

## Historia
Jest jedną z najstarszych miejscowości Zamagurza. Wymienia ją dokument z 1297 roku, być może też tej miejscowości dotyczy dokument Henryka z Podolińca z 1303 (opisana jest w nim jako Spitzenberg, co może pochodzić od wzniesienia Szpica, po niemiecku Spitz). Lokowana była na prawie niemieckim. W 1319 węgierski magnat Kokosz Berzewiczy oddzielił od Lechnicy część terenu (62 łany) i dał go kartuzom. Na terenie tym powstał kompleks klasztorny zwany Czerwonym Klasztorem, dawniej nazywany Lechnickim Klasztorem, a później włączony do miejscowości Czerwony Klasztor. Parafia powstała w Lechnicy w połowie XIV wieku i należała do Czerwonego Klasztoru aż do tzw. józefińskiej kasaty zakonu w 1782 roku. Od tego czasu Lechnica stała się własnością Györgya Horvátha z Palocsy. W 1820 miejscowość liczyła 74 domy, w 1913 było już 480 mieszkańców. Utrzymywali się głównie z rolnictwa i pasterstwa, dorabiali także łowieniem ryb i jako furmani.

## Zabytki
Istnieją jeszcze drewniane domy budowane w spiskim stylu z malowanym na modry kolor szparami między belkami. Dawniej było ich więcej i stały w szeregu wzdłuż drogi. Otoczony kamiennym murem kościół pod wezwaniem św. Jodoka pochodzi z XIV wieku i był wybudowany w stylu gotyckim. Jednakże z tego okresu zachowała się tylko jego dolna część, cała reszta została potem przebudowana w innym stylu.

## Kultura
We wsi jest używana gwara spiska, zaliczana przez polskich językoznawców jako gwara dialektu małopolskiego języka polskiego, przez słowackich zaś jako gwara przejściowa polsko-słowacka.